# Michele Di Gregorio
Michele Di Gregorio (Milano, 27 luglio 1997) è un calciatore italiano, portiere della Juventus.

## Biografia
Nato a Milano, di origini materane, ha perso il padre Marcello all’età di tredici anni; in suo onore, si è tatuato il nome sull'avambraccio.
Ha una sorella di nome Angela.
Legato con Samantha Perilli, la coppia ha due figli: Marcello e Riccardo.

## Carriera

### Club

#### Gli inizi
Di Gregorio è cresciuto calcisticamente nel settore giovanile dell'Inter, con cui vince da titolare il campionato Primavera nella stagione 2016-2017. Dopo essere stato aggregato alla prima squadra nei primi giorni della tournée estiva, il 12 luglio 2017, poco prima di compiere 20 anni, viene ceduto in prestito al Renate, club militante in Lega Pro. Al termine di un'ottima stagione con i brianzoli, viene premiato come miglior portiere del Girone A della Serie C.

#### Novara e Pordenone
Il 4 luglio 2018, viene ceduto in prestito all'Avellino; tuttavia, in seguito all'annuncio del fallimento della società campana pochi giorni dopo, il 24 agosto viene ceduto con la stessa formula al Novara, nella stessa categoria. Anche in questa annata viene premiato come miglior portiere del Girone A, soprattutto grazie ai cinque calci di rigore parati consecutivamente.
Il 10 luglio 2019, viene ceduto in prestito al Pordenone, club neo-promosso in Serie B. Quindi, contribuisce alla buona stagione dei friulani, conclusasi con il quarto posto e l'eliminazione in semifinale dei play-off contro il Frosinone.

#### Monza
Il 27 agosto 2020, viene ceduto in prestito al Monza, sempre in Serie B. Anche con i brianzoli conferma la propria affidabilità, dimostrandosi anche in questa stagione un ottimo para-rigori, con quattro respinte su sette.
Il 29 giugno 2021, viene rinnovato il suo prestito per un'ulteriore stagione, con obbligo di riscatto a 4 milioni di euro in caso di promozione in Serie A. Il 30 novembre seguente, realizza il suo primo assist in Serie B, con un lancio di ottanta metri per il compagno Christian Gytkjær, che sigla la rete del definitivo successo per 4-1 sul Cosenza. A fine stagione, ottiene la promozione in massima serie; di conseguenza, il 29 maggio 2022 scatta ufficialmente l'obbligo di riscatto del suo cartellino da parte del Monza, con l'Inter che si riserva una percentuale del 10% sulla futura rivendita. Di Gregorio firma un contratto triennale con i brianzoli.
Debutta in massima serie il 13 agosto dello stesso anno, nella sconfitta casalinga contro il Torino per 2-1. Dopo una stagione da titolare dei biancorossi, viene incluso tra i tre candidati al premio di miglior portiere del campionato, poi assegnato a Ivan Provedel. Il 7 luglio 2023, rinnova il proprio contratto con il club sino al 2027. Nella stagione 2023-2024, conferma le ottime prestazioni della stagione precedente, venendo anche eletto miglior portiere del torneo.

#### Juventus
Il 5 luglio 2024, viene ingaggiato dalla Juventus, in prestito oneroso per 4,5 milioni di euro, con obbligo di riscatto fissato a 13,5 milioni, più un massimo di due milioni di bonus. Il 19 agosto, a 27 anni, esordisce tra i pali della formazione bianconera nel match casalingo contro il Como, vinto per 3-0. Il 17 settembre fa il suo esordio in competizioni europee, giocando da titolare la sfida di UEFA Champions League vinta per 3-1 contro il PSV Eindhoven. 

### Nazionale
Nell'ottobre del 2024, Di Gregorio ha ricevuto la sua prima convocazione in nazionale da parte del CT Luciano Spalletti, in vista di due incontri di UEFA Nations League contro Belgio e Israele.

## Statistiche

### Presenze e reti nei club
Statistiche aggiornate al 1º luglio 2025.
| Stagione        | Squadra         | Campionato      | Campionato | Campionato | Coppe nazionali | Coppe nazionali | Coppe nazionali | Coppe continentali | Coppe continentali | Coppe continentali | Altre coppe | Altre coppe | Altre coppe | Totale | Totale |
| Stagione        | Squadra         | Comp            | Pres       | Reti       | Comp            | Pres            | Reti            | Comp               | Pres               | Reti               | Comp        | Pres        | Reti        | Pres   | Reti   |
| --------------- | --------------- | --------------- | ---------- | ---------- | --------------- | --------------- | --------------- | ------------------ | ------------------ | ------------------ | ----------- | ----------- | ----------- | ------ | ------ |
| 2017-2018       | Renate          | C               | 33+1       | -30 + -2   | CI              | 3               | -4              | -                  | -                  | -                  | -           | -           | -           | 37     | -36    |
| 2018-2019       | Novara          | C               | 30+2       | -26 + -2   | CI              | 0               | -0              | -                  | -                  | -                  | -           | -           | -           | 32     | -28    |
| 2019-2020       | Pordenone       | B               | 33+2       | -39 + -2   | CI              | 0               | -0              | -                  | -                  | -                  | -           | -           | -           | 35     | -41    |
| 2020-2021       | Monza           | B               | 27+2       | -24 + -3   | CI              | 2               | -2              | -                  | -                  | -                  | -           | -           | -           | 31     | -29    |
| 2021-2022       | Monza           | B               | 37+4       | -37 + -6   | CI              | 1               | -2              | -                  | -                  | -                  | -           | -           | -           | 42     | -45    |
| 2022-2023       | Monza           | A               | 37         | -49        | CI              | 0               | -0              | -                  | -                  | -                  | -           | -           | -           | 37     | -49    |
| 2023-2024       | Monza           | A               | 33         | -35        | CI              | 1               | -2              | -                  | -                  | -                  | -           | -           | -           | 34     | -37    |
| Totale Monza    | Totale Monza    | Totale Monza    | 134+6      | -145 + -9  |                 | 4               | -6              |                    | -                  | -                  |             | -           | -           | 144    | -160   |
| 2024-2025       | Juventus        | A               | 33         | -32        | CI              | 1               | 0               | UCL                | 8                  | -7                 | SI+Cmc      | 1+4         | -2 + -7     | 47     | -48    |
| Totale carriera | Totale carriera | Totale carriera | 274        | -287       |                 | 8               | -10             |                    | 8                  | -7                 |             | 5           | -9          | 295    | -313   |

## Palmarès

### Club

#### Competizioni giovanili
- Campionato Primavera: 1

Inter: 2016-2017

### Individuale
- Premi Lega Serie A: 1

Miglior portiere: 2023-2024